# Friedersdorf (Mulde)
Friedersdorf  is een plaats en voormalige gemeente in de Duitse deelstaat Saksen-Anhalt, en maakt deel uit van de Landkreis Anhalt-Bitterfeld.
Friedersdorf telt 1.959 inwoners.